# Кьереме, Франсис
Франсис Кьереме (англ. Francis Kyeremeh; 28 июня 1997) — ганский футболист, нападающий клуба «Жальгирис».

## Карьера
Кьереме начал свои выступления в профессиональном футболе в клубе «Бронг Ахафо Старс», в составе которого в сезоне 2015 нападающий отметился 4 забитыми мячами.
В августе 2015 года, после прохождения просмотра, нападающий заключил контракт с «Ягодиной»
13 сентября 2015 года Кьереме провёл свой дебютный матч в Суперлиге Сербии, выйдя на замену во встрече с ОФК. Через три минуты после выходя на поле Франсис отметился забитым мячом. Всего в сезоне 2015/16 нападающий принял участие в 23 играх чемпионата, в которых забил 3 мяча. «Ягодина» заняла 16 место в чемпионате в покинула Суперлигу.
Летом 2016 года нападающий подписал трёхлетний контракт с «Радник» из Сурдулицы. 10 августа ганец дебютировал в основном составе нового клуба.